# Strandibalonius gracilipes
Strandibalonius gracilipes is een hooiwagen uit de familie Podoctidae. Een junior subjectief synoniem is Sitalces bacilliferus Müller 1917 in Roewer 1923. De originele naamcombinatie (protoniem) is Metibalonius gracilipes Roewer 1915. Een volgende naamrecombinatie werd gepubliceerd als Strandibalonius gracilipes (Roewer 1915) in Kury et al. 2020. 